# Ajda Košnjek
Ajda Košnjek, slovenska smučarska skakalka, * 21. oktober 2007.
Košnjek je članica kluba NSK Tržič. Leta 2023 je v Whistlerju osvojila zlato medaljo na mešani ekipni tekmi ter srebrno medaljo na ekipni tekmi svetovnega mladinskega prvenstva, leta 2024 v Planici pa zlato medaljo na ekipni tekmi. V kontinentalnem pokalu je prvič nastopila 3. septembra 2022 v Lillehammerju in osvojila deveto mesto. 31. decembra 2022 je debitirala v svetovnem pokalu na tekmi na Ljubnem z 38. mestom, prve točke pa je osvojila 11. februarja 2023 s 27. mestom na tekmi v Hinzenbachu.